# Aenigmadelphys
Aenigmadelphys — вимерлий рід опосумів (Didelphimorphia), що жили в пізній крейді Юти.